# Wise Group
Wise Group, fullständigt namn Wise Group AB publ., är ett svenskt företag verksamt inom rekrytering, konsultuthyrning och digitala HR-tjänster. Varje dotterbolag och affärsområde drivs som självständiga enheter med egen ledning. Wise Group har sitt huvudkontor i Stockholm och finns också i Göteborg, Malmö, Helsingfors och Köpenhamn. 
Wise Group är börsnoterat och finns listat på Nasdaq Small Cap.